# Gaio Fabio Ambusto
Gaio Fabio Ambusto (fl. IV secolo a.C.) è stato un politico e militare romano.

## Biografia
Nel 358 a.C. fu eletto console con il collega Gaio Plauzio Proculo.
Mentre al collega fu affidata la campagna contro gli Ernici, a Fabio fu affida quella contro i tarquiniesi, comando confermato poi dal dittatore Gaio Sulpicio Petico, nominato per far fronte ai Galli.
Ma Fabio non si dimostrò comandante avveduto.
(Tito Livio, Ab Urbe condita, VII, 15)